# MNG Radio Mangembo
MNG Radio Mangembo (lire : MANG[U]EMBO) est une station de radio communautaire française émettant depuis Melun (99,7MHz). Née en avril 2001, elle se consacre aux cultures africaines et à la vie locale. Elle fut anciennement appelée Mangembo FM. 

## Fréquence
- Melun : 99.7

## Grille des programmes
- Grille des programmes